# Tuklar
Tuklar är ett berg i Österrike.   Det ligger i distriktet Bludenz och förbundslandet Vorarlberg, i den västra delen av landet, 500 km väster om huvudstaden Wien. Toppen på Tuklar är 2 318 meter över havet, eller 228 meter över den omgivande terrängen. Bredden vid basen är 1,1 km.
Terrängen runt Tuklar är huvudsakligen bergig, men den allra närmaste omgivningen är kuperad. Närmaste större samhälle är Feldkirch, 14,6 km nordväst om Tuklar. 
Trakten runt Tuklar består i huvudsak av gräsmarker. Runt Tuklar är det ganska glesbefolkat, med 47 invånare per kvadratkilometer.